# ASD Speranza FC 1912
ASD Speranza FC 1912 – włoski klub piłkarski, mający swoją siedzibę w mieście Savona na północy kraju.

## Historia
Chronologia nazw:
- 1912: Speranza F.B.C.
- 1927: AC Savona - po fuzji z Savona F.B.C.
- 1945: Speranza F.B.C.
- 1955: Libertà e Lavoro - po fuzji z Libertà e Lavoro
- 1958: Libertà e Lavoro Speranza
- 1965: klub rozwiązano po wyjściu z fuzji
- 1993: U.S. Speranza Savona - po fuzji klubów U.S. Villapiana Don Bosco i G.S. Lavagnola '78
- 2003: F.C. Speranza 1912
- 201?: ASD Speranza FC 1912

Piłkarski klub Speranza Foot Ball Club został założony w miejscowości Savona w 1912 roku. W 1914 zespół zdobył regionalny Puchar "Comune di Albenga", a w 1915 wygrał turniej organizowany przez Libertas Savona i uczestniczył w niezależnych mistrzostwach Ligurii. Po przerwie związanej z I wojną światową w 1918 reaktywował swoją działalność. W sezonie 1919/20 zespół był pierwszym w grupie Terza Categoria i zdobył awans do Promozione Ligure. W sezonie 1920/21 najpierw zajął pierwsze miejsce w grupie E Promozione Ligure, a potem drugie miejsce w grupie finałowej i zdobył awans do Prima Categoria. W 1921 debiutował w najwyższej klasie rozgrywek (FIGC), ale w 1923 spadł do Seconda Divisione. W 1926 zajął drugie miejsce w grupie B Seconda Divisione Nord i otrzymał promocję, ale tak jak po reorganizacji systemu ligi i wprowadzeniu najwyższej klasy, zwanej Divisione Nazionale klub pozostał w II lidze, która nazywała się Prima Divisione. W sezonie 1926/27 klub zajął ostatnie 12.miejsce w grupie A Prima Divisione Nord i spadł do III ligi (Seconda Divisione). Ale po zakończeniu sezonu klub został przyłączony do Savony F.B.C., w wyniku czego został utworzony AC Savona.
W 1945 komisja Federazione Italiana Giuoco Calcio anulowała wszystkie fuzje reżimu faszystowskiego. Wskutek decyzji klub w 1945 został odrodzony jako Speranza F.B.C.. W sezonie 1945/46 startował w grupie D Serie C. W sezonie 1949/50 zajął 17.miejsce w grupie F Promozione Ligure i spadł do regionalnych rozgrywek Prima Divisione Liguria.
W 1955 dołączył do klubu Libertà e Lavoro i przyjął jego nazwę. W 1958 otrzymał promocję do Campionato Nazionale Dilettanti i zmienił nazwę na Libertà e Lavoro Speranza. Ale w 1960 spadł z powrotem do regionalnej Seconda Categoria Liguria. W 1965 fuzja rozpadła się i klub zawiesił działalność.
W 1993 klub został reaktywowany w wyniku fuzji dwóch regionalnych U.S. Villapiana Don Bosco i G.S. Lavagnola '78. Klub otrzymał nazwę U.S. Speranza Savona i w sezonie 1993/94 startował w Seconda Categoria Liguria. W 2000 awansował do Prima Categoria Liguria, ale w 2000 powrócił do Seconda Categoria Liguria. W 2003 zmienił nazwę na F.C. Speranza 1912, a potem na ASD Speranza FC 1912. Od 2015 znów gra w Prima Categoria Liguria.

## Sukcesy

### Trofea międzynarodowe
Nie uczestniczył w rozgrywkach europejskich (stan na 31-12-2016).

### Trofea krajowe
| \| \| Zdobyte trofea w rozgrywkach Włoch (stan na: 31-05-2017) \| |                                                          |      |                                                         |
| Rozgrywki                                                         | Osiągnięcie                                              | Razy | Sezon(y)                                                |
| · Mistrzostwo                                                     | I miejsce                                                | 0    |                                                         |
| · Mistrzostwo                                                     | II miejsce                                               | 1    | 1921/22 (grupa eliminacyjna Sezione ligure)             |
| · Mistrzostwo                                                     | III miejsce                                              | 0    |                                                         |
| · Puchar                                                          | zdobywca                                                 | 0    |                                                         |
| · Puchar                                                          | finalista                                                | 0    |                                                         |
| · Puchar                                                          | ćwierćfinał                                              | 1    | 1921/22                                                 |
| II liga                                                           | I miejsce                                                | 0    |                                                         |
| II liga                                                           | II miejsce                                               | 2    | 1920/21 (grupa finałowa Ligure), 1925/26 (grupa B Nord) |
| II liga                                                           | III miejsce                                              | 0    |                                                         |
| Włochy                                                            | Zdobyte trofea w rozgrywkach Włoch (stan na: 31-05-2017) |      |                                                         |

## Stadion
Klub rozgrywa swoje mecze domowe na stadionie Comunale di Santuario w Savonie, który może pomieścić 1000 widzów.